# Leptispa bicoloripennis
Leptispa bicoloripennis es una especie de insecto coleóptero de la familia Chrysomelidae.
Fue descrita científicamente en 1982 por Voronova & Zaitzev.